# Kohat
Kohat é uma cidade e capital do distrito de Kohat, e é localizada na província de Khyber Pakhtunkhwa no Paquistão.

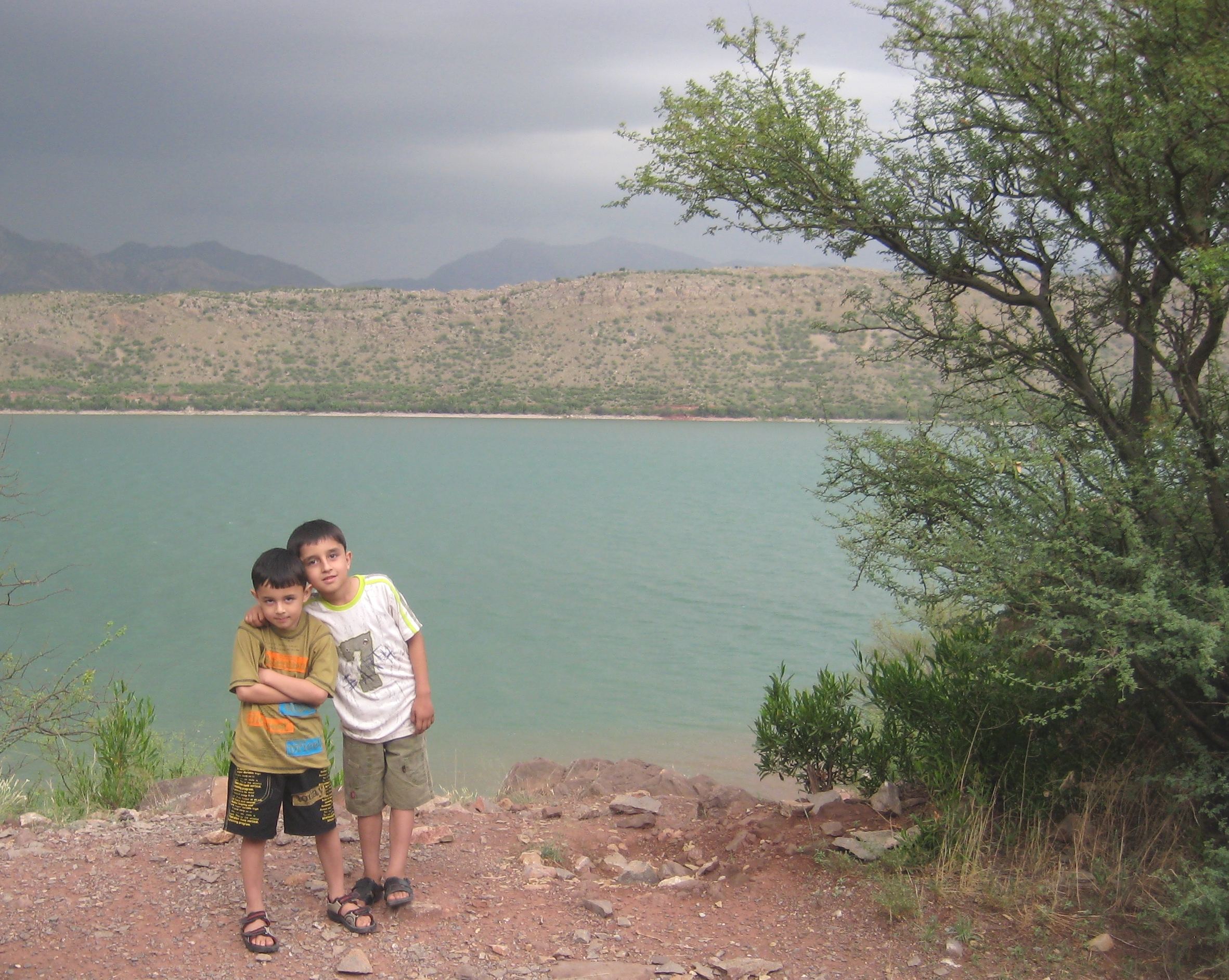
Lago Tanda, distrito de Kohat